# Infektivne bolesti
Infektivne ili zarazne bolesti su skupina bolesti čiji su uzročnici određeni biološki patogeni agensi. Sama infektivna bolest obilježena je određenim simptomima i fizikalnim znakovima bolesti koji su rezultat infekcije te prisutnosti i rasta patogenih biloških agensa u pojedinačnom organizmu kao domaćinu. U pojedinim slučajevima simptomi nisu prisutni pa je bolest asimptomatska u određenu stadiju ili tijekom cijele bolesti. Navedeni zarazni patogeni mogu biti određeni virusi, bakterije, gljive, praživotinje, višestanični paraziti te određeni proteini koji su znani kao prioni. Ti patogeni mogu uzrokovati i epidemiju bolesti.
Prijenos patogena mogu uključivati različiti oblici tjelesnoga dodira, unos zaražene hrane, prijenos preko tjelesnih tekućina i izlučevina, udisanja onečišćena ili zagađena zraka, dodira s raznim predmetima i medicinskim instrumentima, kontakta s vektorskim organizmom i trudnoća. Pojedine se infektivne bolesti koje su izrazito infektivne odnosno zarazne nazivaju zarazama te se vrlo lako prenose kontaktom sa zaraženom osobom, s njezinim izlučevinama i sl.
Izraz infektivnost označuje sposobnost patogena za izazivanje infekcije. Riječ infekcija nije sinonim izrazu infektivna bolest kao što ni izraz infektivna bolest nije sinonim izrazu zarazna bolest. Svaka infekcija ne mora uzrokovati bolest u domaćina, kao što infektivna bolest ne mora nužno biti zarazna odnosno da se s lakoćom prenosi s osobe na osobu.